# Wolfgang Kübler (Mediziner, 1934)
Wolfgang Kübler (* 20. Oktober 1934 in Reutlingen; † 29. April 2019) war ein deutscher Kardiologe und Hochschulprofessor. Sein Hauptinteresse galt den Ursachen der Mangeldurchblutung des Herzmuskels und der Erforschung der Regulationsmechanismen des Herzens bei Sauerstoffmangel.

## Leben und Wirken
Wolfgang Kübler stammte aus einer Familie von Medizinern; sein Vater und sein Großvater waren beide Chirurgen. Seine allgemeine Hochschulreife erlangte er 1954 am humanistischen Gymnasium Reutlingen und lernte dort, zur Zeit der französischen Besatzung, Französisch, Latein, Altgriechisch und ein wenig Englisch. Anschließend begann er sein Medizinstudium an der Universität Tübingen. Seit 1954 war er ebendort Mitglied der Akademischen Verbindung Virtembergia. Nach dem Abschluss seines Grundstudiums bewarb sich Kübler an mehreren englischen Universitäten, um sein Studium fortzusetzen. Diese verlangten jedoch alle ein Zertifikat zum Nachweis der Englisch-Kenntnisse, bis auf die University of Oxford, der ein zweiseitiges Empfehlungsschreiben eines deutschen Professors ausreichte. Dieses verfasste sein Professor für Biochemie an der Universität Tübingen und Chemie-Nobelpreisträger Adolf Butenandt. Nach seiner Rückkehr nach Deutschland studierte er ein Semester an der Universität in Berlin, um anschließend nach Tübingen für sein Staatsexamen (1959) und seine Doktorarbeit zurückzukehren. 1960 promovierte er bei Erich Letterer über einen Fall von Morbus Gaucher bei einem Säugling.
Danach folgte Kübler Adolf Butenandt, der sich nun in München am Max-Planck-Institut für Biochemie befand, und schloss sich dort der experimentalmedizinischen Forschungsgruppe an. Jedoch verliefen die Experimente negativ und Kübler sah für sich ein, dass er keine Grundlagenforschung betreiben wollte. Er wechselte an das Institut für experimentelle Chirurgie der Universität zu Köln unter der Leitung von Hans-Jürgen Bretschneider und betätigte sich dort im Speziellen im Feld der Herzchirurgie. Später wechselte er für seine klinische Ausbildung an die Medizinische Klinik I in Köln unter der Leitung von Rudolf Gross. In Köln habilitierte er sich im Jahr 1967 in experimenteller Medizin und Innere Medizin. Bretschneider, der als Professor für Physiologie an die Universität in Göttingen gewechselt hatte, bot Kübler dort eine Anstellung an, welch dieser jedoch ablehnte. Während Kübler Vorträge in London am Royal College of Surgeons of England und am National Heart Hospital hielt, wurde ihm eine unbezahlte Stelle am National Heart Hospital bei Peter Harris und Edgar Sowton angeboten, die er annahm; später erhielt er zur Unterstützung ein Stipendium der Deutschen Forschungsgemeinschaft. 1970 wechselte Kübler als wissenschaftlicher Assistent zu Franz Loogen an die Abteilung für Kardiologie der 1. Medizinischen Klinik der Universität Düsseldorf und wurde dort 1972 zum Wissenschaftlichen Rat und außerplanmäßigen Professor ernannt.
1974 wurde er auf den Lehrstuhl für Kardiologie der Universität Heidelberg berufen und mit der Leitung der Abteilung Kardiologie, Angiologie und Pneumologie der Medizinischen Universitätsklinik beauftragt, welche er bis April 2002 wahrnahm. In Heidelberg führte Kübler die Herzkatheteruntersuchung gegen Ende der siebziger Jahre ein. Dort war er auch von 1985 bis 2000 als Sprecher des Sonderforschungsbereiches 320 „Herzfunktion und ihre Regulation“ und von 1982 bis 1986 als Vorsitzender der Gutachterkommission für Herz-Kreislauf-Erkrankungen des Bundesministeriums für Forschung und Technologie tätig.
Kübler war Mitglied der Deutschen Gesellschaft für Kardiologie – Herz- und Kreislaufforschung und 1992/93 deren Präsident, der Deutschen Gesellschaft für Innere Medizin, der International Society for Heart Research und Ehrenmitglied der Polskiego Towarzystwa Kardiologicznego (Polnische Gesellschaft für Kardiologie), der Sociedad Peruana de Cardiología (Peruanische Gesellschaft für Kardiologie) und der Sociedade Portuguesa de Cardiologia (Portugiesische Gesellschaft für Kardiologie). Daneben war er Fellow of the Royal College of Physicians, Fellow of the American College of Cardiology und Fellow of the European Society of Cardiology.
Bis 2003 war Kübler Herausgeber der Zeitschrift für Kardiologie und Mitherausgeber bzw. Redakteur des Journal of Molecular and Cellular Cardiology, der Heart, der Klinischen Wochenschrift, der Basic Research in Cardiology, der Circulation und des European Heart Journal.
Für seine hervorragenden Forschungsleistungen auf dem Gebiet der Kardiologie erhielt er 1981 den Paul-Morawitz-Preis und 2001 für seine langjährigen herausragenden wissenschaftlichen Arbeiten auf dem Gebiet der Herz- und Kreislaufforschung die Carl-Ludwig-Ehrenmedaille der Deutschen Gesellschaft für Kardiologie verliehen. Am 1. Januar 2018 wurde er mit dem Verdienstkreuz 1. Klasse des Verdienstordens der Bundesrepublik Deutschland ausgezeichnet; überreicht wurde der Verdienstorden am 29. Mai 2018 von Landesministerin für Wissenschaft, Forschung und Kunst Theresia Bauer.
Wolfgang Kübler war mit der Juristin Ilse geb. Eberl (* 1936) verheiratet und hatte zwei Kinder. Eines von ihnen ist der Physiologe Wolfgang Kübler.
Zu den Schülern von Wolfgang Kübler zählt der Heidelberger Kardiologe Hugo A. Katus.

## Werke (Auswahl)
- Histologische und histochemische Untersuchungen an einem Fall von Gaucher-Krankheit bei einem Säugling. In: Frankfurter Zeitschrift für Pathologie. Band 33, 1961, S. 33–55.
- mit Paul Gerhard Spieckermann: Regulation of glycolysis in the ischemic and the anoxic myocardium. In: Journal of Molecular and Cellular Cardiology. Volume 1, Issue 4, 1970, S. 351–377, PMID 4937794 (englisch).
- Innere Medizin III, Kardiologie, In: Gotthard Schettler (Hrsg.): Das Klinikum der Universität Heidelberg und seine Institute, mit einem Geleitwort von Gisbert Frhr. zu Putlitz, Springer Berlin, Heidelberg et al., 1986, S. 90–92.
- mit Ruth R. Strasser, Rainer Marquetant: Independent sensitization of β-adrenoceptors and adenylate cyclase in acute myocardial ischaemia. In: British Journal of Clinical Pharmacology. Volume 30, Supplement I, 1990, S. 27S–35S, PMID 1980079, PMC 1368095 (freier Volltext) – (englisch).
- The sympathetic system in evolution and in ischaemic heart disease – a controversy? In: European Heart Journal. Volume 13, Issue 10, 1992, S. 1301–1303, doi:10.1093/oxfordjournals.eurheartj.a060057 (englisch).
- mit Ruth R. Strasser: Signal transduction in myocardial ischaemia. In: European Heart Journal. Volume 15, Issue 4, 1994, S. 437–435, doi:10.1093/oxfordjournals.eurheartj.a060523, PMID 8070467 (englisch).